# Roberto Ronca
Roberto Ronca (né le 23 février 1901 à Rome et mort le 25 septembre 1977  dans la même ville) est un archevêque catholique italien fondateur du mouvement catholique Civiltà Italica (it).

## Biographie
Roberto Ronca a obtenu en 1923 une laurea d'Ingénierie à l'université La Sapienza de Rome. 
Il a été ordonné au sacerdoce le 7 avril 1928. 
De 1933 à 1948 il a exercé le ministère de recteur du séminaire pontifical romain.
Lors de l'occupation allemande de 1943, Roberto Ronca oppose diverses formes de résistance passive et pratique l'accueil clandestin de Juifs et anti fasciste dans les structures religieuses chrétiennes,.
En 1946, en vue des élections politiques du 16 avril 1948, il a fondé le mouvement politique anti communiste Civiltà Italica qu'il a dirigé jusqu'en 1955.
Le 21 juin 1948 il est fait prélat nullius de Pompéi avec le titre d'archevêque titulaire de l'archidiocèse de Naupacte (de) et ordonné le 11 juillet 1948. 
En 1955 il quitte la direction de la prélature et retourne à Rome où il est nommé canonico vaticano, par le pape Pie XII.
Du 5 février 1962 au 31 mars 1976 il est inspecteur des chapelains près du Ministero di Grazia e Giustizia, charge qu'il assume en même temps que celle de chapelain de la prison de Regina cœli.
Pendant le concile Vatican II il fait partie de l'aile conservatrice du Coetus Internationalis Patrum et s'oppose au cardinal Montini, le futur pape Paul VI.
Il a fondé les instituts religieux : Oblati et Oblate della Madonna del Rosario. 
Roberto Ronca est mort à Rome le 25 septembre 1977.